# Raül Romeva
Raül Romeva i Rueda, né le 12 mars 1971 à Madrid, est un analyste international et homme politique catalan. Il est conseiller aux affaires extérieures, aux relations institutionnelles et à la transparence de la Généralité de Catalogne à partir de janvier 2016.
Il est député européen d'Initiative pour la Catalogne Verts (ICV) entre 2004 et 2014 et député au Parlement de Catalogne à partir de septembre 2015, élu dans la circonscription de Barcelone en tant que tête de liste de la candidature indépendantiste Junts pel Sí (JxSí).

## Biographie

### Enfance et jeunesse
Raül Romeva a vécu de l'âge de neuf à vingt-deux ans à Caldes de Montbui en Catalogne, où son père était le directeur de la ferme-école de Torre Marimon (ca), propriété de la Députation de Barcelone. Il était membre de la colla de bastoners et de l'esbart dansaire (ca), et nageur au Club Natació de Caldes. Il rejoint ensuite le Club Natació Sabadell. À Caldes, il rencontre Pepe Beúnza (ca), le premier objecteur de conscience pour motifs politiques d'Espagne, et Daniel López, qui le convainquent de soutenir la non-violence. À l'âge de vingt-deux ans, il part vivre à Sant Cugat del Vallès avec sa compagne et leurs deux enfants. Il devient membre des Castellers de Sant Cugat, les « Gausacs ».
Il a un lien de parenté avec Pau Romeva (ca), l'un des fondateurs d'Union démocratique de Catalogne (UDC), qui était cousin de son grand-père.

### Études et recherche
Raül Romeva est docteur en relations internationales et titulaire d'une licence en sciences économiques de l'université autonome de Barcelone (UAB).
Entre 1993 et 1994, pendant la guerre de Bosnie-Herzégovine, il participe à des initiatives de soutien aux personnes déplacées dans les camps de réfugiés en Croatie. D'octobre 1995 jusqu'en août 1996, il est le principal assistant de Colin Kaiser, représentant de l'UNESCO en Bosnie-Herzégovine, où il travaille comme responsable du programme éducatif et de promotion de la culture de la paix de l'UNESCO. Il a été aussi superviseur de l'OSCE lors des élections en Bosnie-Herzégovine en 1996 et 1997.
Il est professeur associé de relations internationales à l'UAB de 1994 à 1995 puis de 1996 à 2002, chercheur sur la paix et le désarmement au Centre UNESCO de Catalogne (ca) de 1994 à 1998 et coordinateur de campagnes de désarmement et prévention de conflits armés d'Oxfam Intermón (ca) de 1998 à 1999. Il collabore habituellement dans la presse écrite et à la radio.
Il est également analyste chercheur sur les conflits armés et la reconstruction post-conflit à l'Escola de Cultura de Pau (ca) de l'UAB.

### Parcours politique
Raül Romeva est élu député européen lors des élections européennes de 2004 et réélu en 2009. Il siège durant ses deux mandats au sein du groupe des Verts/Alliance libre européenne, dont il est vice-président de 2009 à 2014. Au cours de la 8e législature (2009-2014), il est membre de la commission des droits de la femme et de l'égalité des genres, de la délégation à l'Assemblée parlementaire euro-latino-américaine (es), de la délégation à l'Assemblée parlementaire euro-méditerranéenne et de la délégation pour les relations avec les pays d'Amérique centrale.
Il est responsable d'Òmnium Cultural pour la campagne « Ara és l'hora », promue avec l'Assemblée nationale catalane (ANC). En juillet 2015, après avoir quitté ICV en mars de la même année, il est désigné tête de liste pour Barcelone de la liste commune indépendantiste Junts pel Sí (JxSí), qui est composée de Convergence démocratique de Catalogne (CDC), Gauche républicaine de Catalogne (ERC) et de représentants de la société civile, pour les élections au Parlement de Catalogne de 2015. JxSí arrive en tête et obtient 62 sièges.

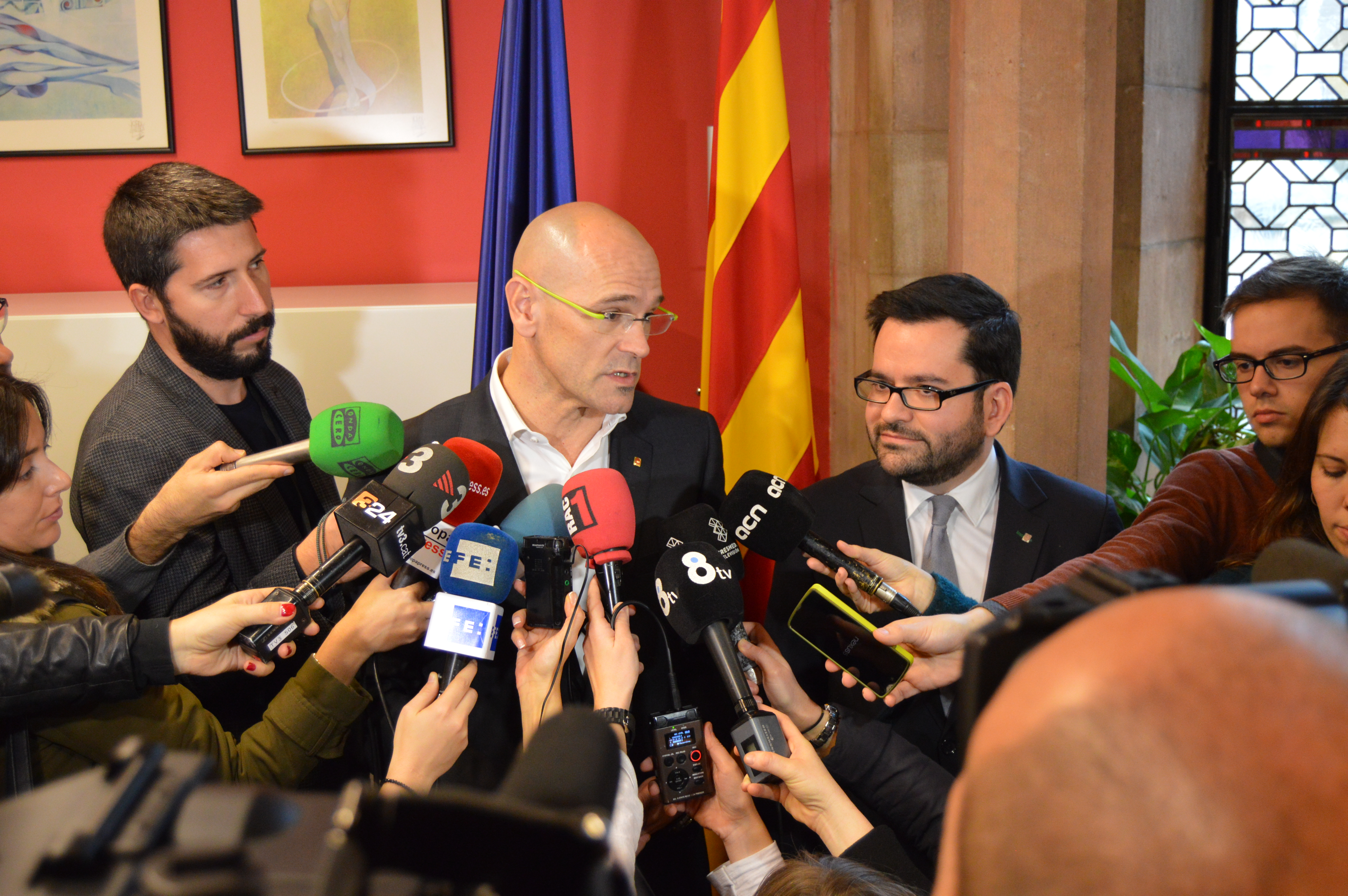
Raül Romeva lors de sa prise de fonction au département des affaires extérieures, des relations institutionnelles et de la transparence le 14 janvier 2016.

Le 14 janvier 2016, Raül Romeva est nommé conseiller aux affaires extérieures, à la transparence et aux relations institutionnelles dans le gouvernement de Carles Puigdemont. Il est le premier membre du gouvernement de Catalogne à porter le titre de conseiller aux affaires extérieures. La compétence de la Généralité de Catalogne à intervenir dans ce domaine est contestée par le gouvernement espagnol devant le Tribunal constitutionnel, qui suspend le décret de création de son département exécutif le 16 février 2016. Le lendemain, le président de la Généralité Carles Puigdemont annonce que Raül Romeva continuera à exercer ses fonctions de conseiller aux affaires extérieures.

### Emprisonnement
Il entre en prison le 2 novembre 2017 après avoir déclaré devant l'Audience nationale le matin, accusé des délits de rébellion, sédition et malversation de fonds publics.
Le 4 juillet 2018, Oriol Junqueras, Raül Romeva, Jordi Sànchez et Jordi Cuixart sont transférés au centre pénitentiaire Lledoners situé dans la commune de Sant Joan de Vilatorrada à 3 km de Manresa.
Le 2 novembre 2018, le Parquet fait savoir qu'il requerra seize ans d'emprisonnement pour délit de rébellion tandis que le Bureau de l'Avocat général de l'État annonce qu'il requerra onze ans de réclusion pour délit de sédition.
Le 14 octobre 2019, il est condamné par le Tribunal suprême à 12 ans de prison pour sédition et malversation, assortis de 12 ans d'inéligibilité.

## Publications
- 1997 : Pau i seguretat a Europa: prevenció de conflictes armats a l'Europa de la postguerra freda (Centre UNESCO: 1997)
- 1999 : Bòsnia-Hercegovina: lliçons d'una guerra (Centre UNESCO: 1998)[11]  (ISBN 9788489622609)
- 2000 : Desarme y desarrollo: claves para armar conciencias (Intermón Oxfam: 2000)  (ISBN 9788489970724)
- 2003 : Bosnia en paz: lecciones, retos y oportunidades de una posguerra contemporánea (Catarata: 2003)  (ISBN 84-8319-158-X)[12]
- 2003 : Guerra, posguerra y paz: pautas para el análisis y la intervención en contextos posbélicos o postacuerdo (Icaria: 2003)  (ISBN 978-84-7426-652-8)
- 2012 : Sayonara Sushi (roman) (Plaza & Janés / Rosa dels Vents 2012)  (ISBN 9788401388002)
- 2013 : Retorn a Shambala (roman) (Rosa dels Vents 2013)  (ISBN 9788401389153)
- 2014 : Som una nació europea (i una carpeta incòmoda): Catalunya vista des d'Europa (Rosa dels Vents 2014)  (ISBN 9788415961338)
- 2015 : Pont de cendra (roman) (Ara Llibres 2015)  (ISBN 9788415645665)